# باد هيلد
باد هيلد (بالإنجليزية: Bud Held)‏ هو رامي الرمح ‏ ومخترع أمريكي، ولد في 25 أكتوبر 1927 في لوس أنجلوس في الولايات المتحدة.

## وصلات خارجية
- باد هيلد على موقع الاتحاد الأمريكي لسباقات المضمار والميدان، قاعة المشاهير (الإنجليزية)
- باد هيلد على موقع أوليمبيديا (الإنجليزية)